# Ahwar dell'Iraq meridionale
Le Ahwar dell'Iraq meridionale sono un sito inserito dal 2016 nella lista dei patrimoni dell'umanità dall'UNESCO con il nome "Ahwar dell'Iraq meridionale: rifugio di biodiversità e paesaggio reliquia delle città mesopotamiche" per la sua importanza culturale e naturale.
Questo patrimonio si compone di tre siti archeologici e quattro zone paludose. È il primo sito del patrimonio culturale e naturale misto del paese. L'idea unificante è che l'alta cultura sumera, nota dai siti di scavo, sia sorta in interazione con le condizioni ambientali che non esistono più nelle vicinanze dei siti di scavo, ma nella regione di al-Ahwar (in arabo: الأهوار, DMG al-Ahwār) nel sud dell'Iraq.consiste di sette diversi siti: tre siti archeologici e quattro zone paludose (ahwar) dell'Iraq meridionale, nella regione della Mesopotamia.
Questi siti sono:
- Città archeologica di Uruk
- Città archeologica di Ur
- Sito archeologico del tell di Eridu
- Paludi di Al-Hawizeh
- Paludi di Qurna
- Paludi di Hammar orientali
- Paludi di Hammar occidentali

## Storia
Le due città di Ur e Uruk e il centro religioso di Eridu furono costruiti tra il IV e il III millennio a.C. e un tempo si trovavano sulle rive delle paludi d'acqua dolce dell'Eufrate e del Tigri. Quando il Golfo Persico si spostò verso sud a partire dal II millennio a.C. a causa dei movimenti tettonici, le fertili terre alluvionali in cui si trovavano le città sumere si prosciugarono. Questo ha portato inevitabilmente al loro declino. Allo stesso tempo, più a sud-est, fu creata l'attuale palude di al-Ahwar.

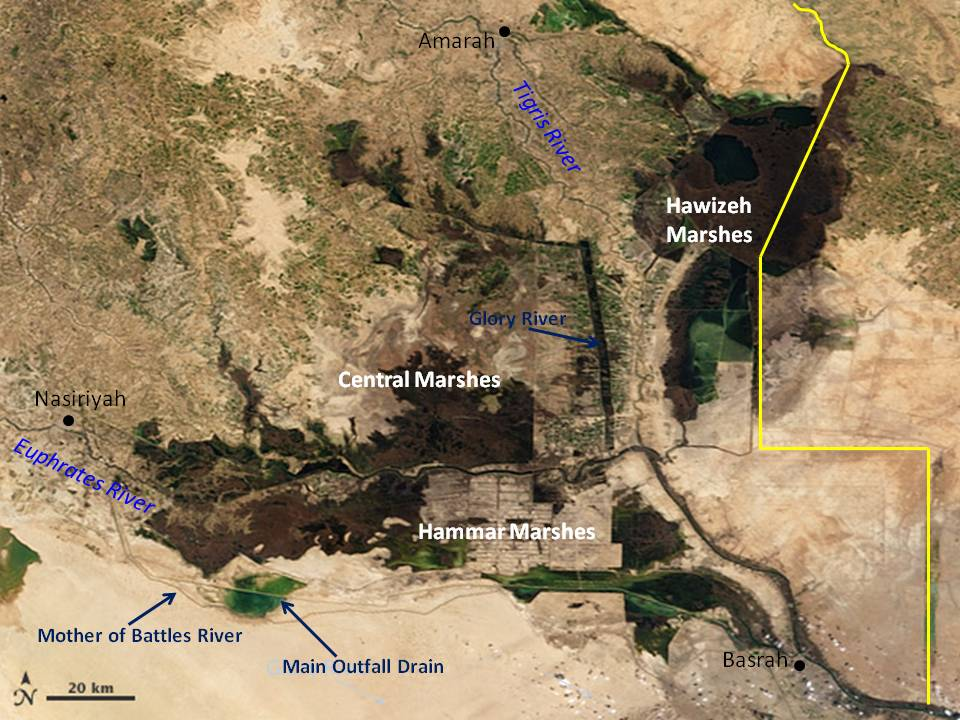
Ubicazione dei siti del patrimonio naturale

L'ICOMOS ha osservato criticamente che il legame tra le ex paludi intorno ai siti archeologici e l'odierna palude di Ahwar è più simbolico che storico. Sebbene nella palude siano noti 45 piccoli tumuli di insediamenti, non c'è alcun collegamento tra questi insediamenti e la cultura urbana sumera. "Il principale valore culturale di al-Ahwar è il suo legame con gli arabi delle paludi, ma la domanda di iscrizione al Patrimonio Mondiale non affronta affatto questo problema".
I siti Patrimonio dell'Umanità si trovano nei governatorati iracheni di Maysan, Dhi Qar, Al Basrah e Al Muthanna, mentre la palude di Huwaizah si trova direttamente al confine con l'Iran. Il patrimonio mondiale seriale è costituito da quattro aree del patrimonio naturale e tre aree del patrimonio culturale.

### Uruk

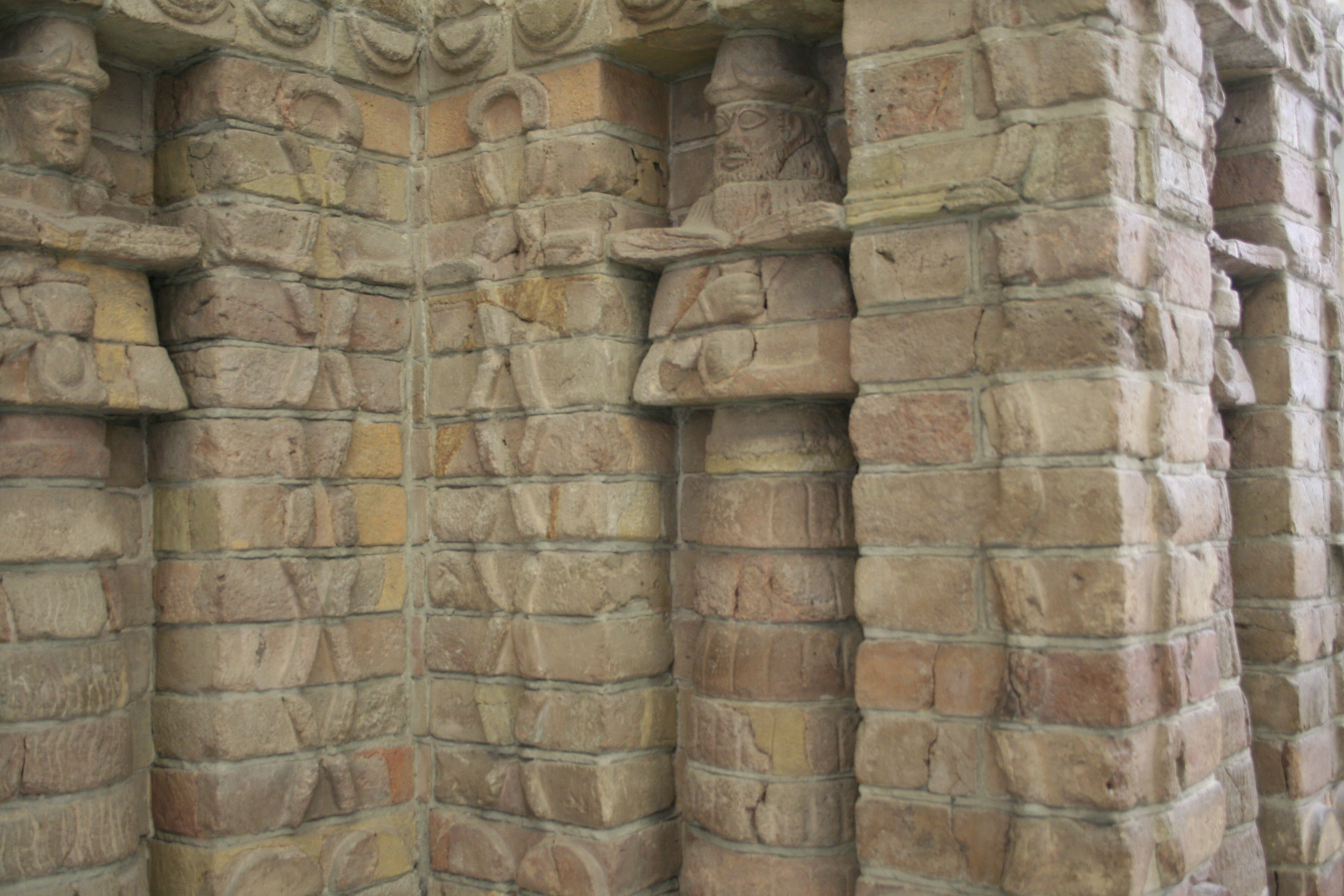
Facciata del Tempio Inanna di Uruk (Vorderasiatisches Museum, Berlino)

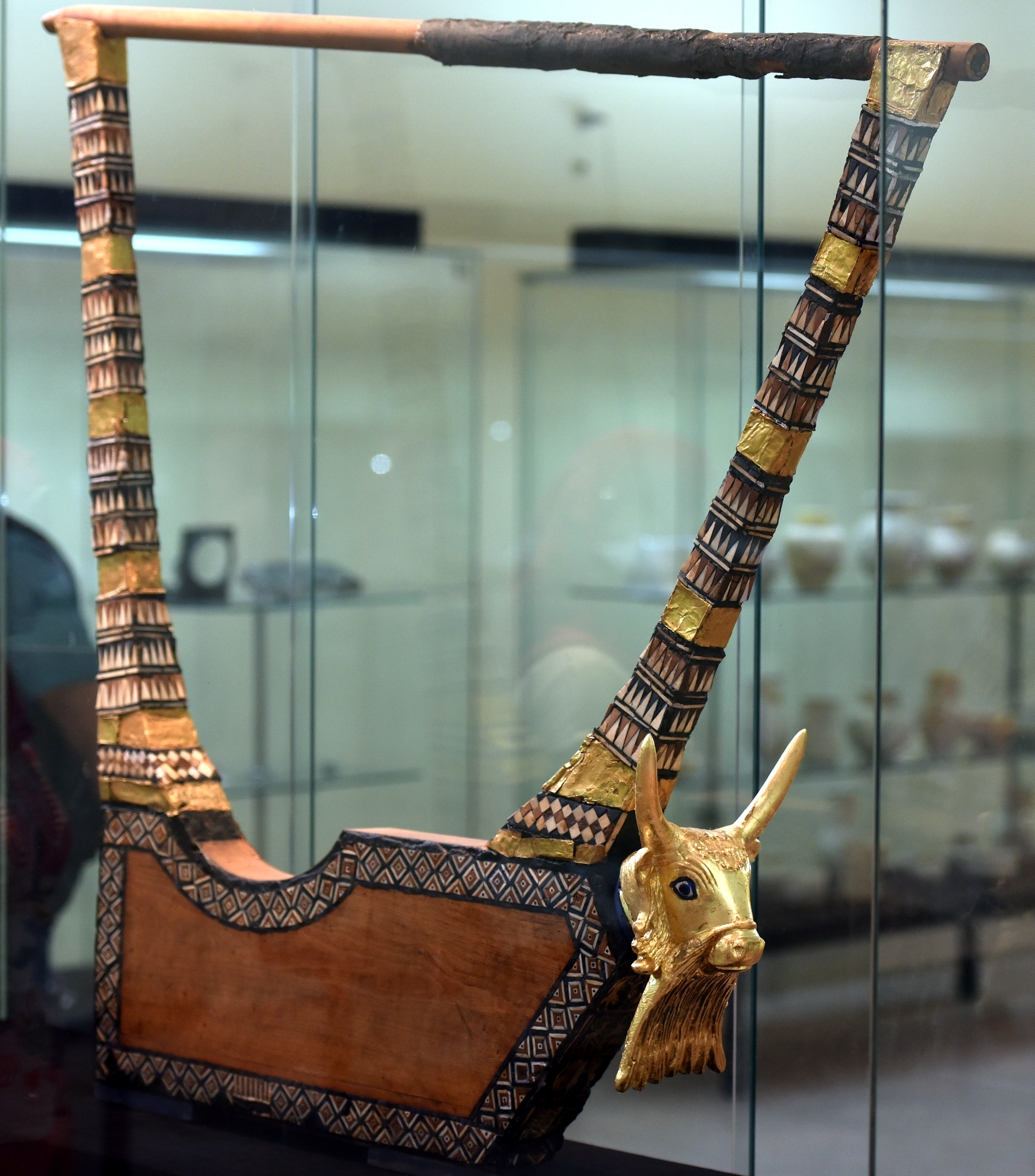
L'Arpa d'oro di Ur, dal Cimitero Reale di Ur, Iraq Museum, Baghdad

Uruk, un tempo situata sulle rive del fiume Eufrate, era la più grande città della Mesopotamia meridionale. La mappa della città mostra le aree dedicate alla religione – tra cui due ziggurate – e i quartieri residenziali, ordinati per professione. A causa dei suoi canali, la città è stata soprannominata la moderna "Venezia del deserto". C'era anche un sistema di canali molto ben sviluppato intorno a Uruk, che poteva essere dimostrato dalla magnetometria. Tra le altre cose, questi canali venivano utilizzati per trasportare le merci dall'Eufrate alla città.

### Ur
Ur era la più importante città portuale sumera. Collegava la Mesopotamia con partner commerciali lontani come l'India. Più di 80.000 tavolette cuneiformi forniscono informazioni sul sistema economico, sulla religione e sulla vita letteraria. Oltre agli edifici eccezionali (templi, ziggurate, palazzi), i manufatti provenienti dalle tombe reali di Ur sono particolarmente degni di nota. L'ICOMOS ha osservato che dei tre porti noti, tutti non ancora scavati, due si trovano nella zona cuscinetto e il porto principale si trova addirittura al di fuori dell'area designata; è stata intrapresa la prospettiva di ampliare l'area del Patrimonio Mondiale in futuro. 

### Eridu
Nella tradizione mesopotamica, Eridu era considerata la città più antica e si dice che sia stata fondata prima del grande diluvio. Il suo centro era un tempio su una piccola isola nel mezzo della laguna. A causa della sua particolare importanza nella mitologia mesopotamica, nel corso del tempo sono stati costruiti diciotto templi.

### Aree paludose

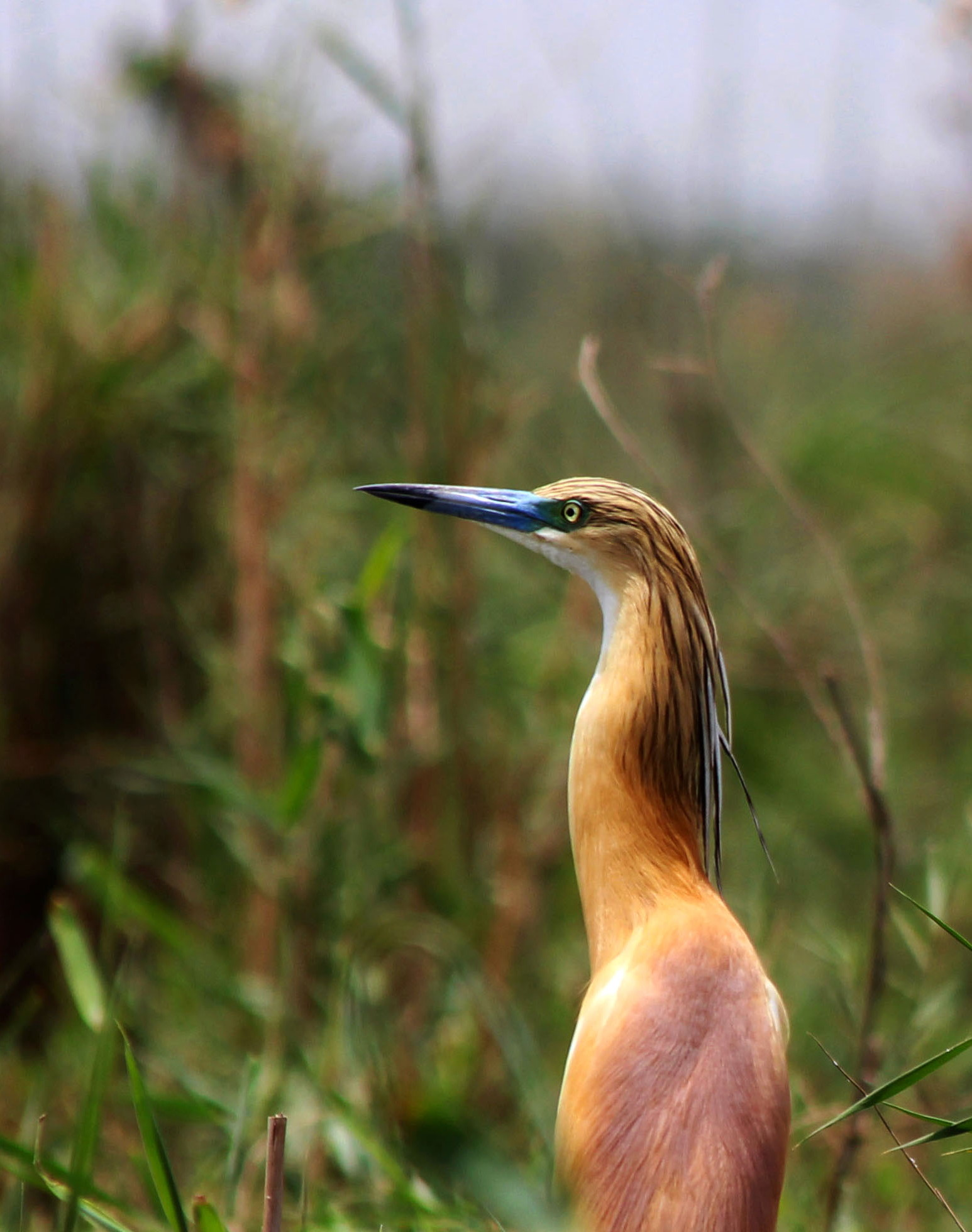
Airone di Squacah nella palude centrale

Gli Ahwar dell'Iraq meridionale sono un ecosistema di zone umide in un ambiente estremamente secco e caldo. In questo modo, dipendono quasi interamente dall'afflusso d'acqua dall'esterno, il che porta a forti fluttuazioni del livello dell'acqua nel corso dell'anno. La temperatura dell'acqua è alta, in estate 30 gradi Celsius o superiore. La forte luce solare e l'alto contenuto di nutrienti dell'acqua portano nel suo complesso ad un'elevata produttività dell'ecosistema. La forte evaporazione è accompagnata da una tendenza alla salinizzazione, che è stata intensificata dall'intervento umano in passato. 
La palude svolge un ruolo chiave nella regolazione del microclima, nella riduzione delle tempeste di polvere e nel miglioramento della qualità dell'acqua dell'area più ampia. Con la palude di Huwaizah, una zona umida degna di protezione è stata designata come patrimonio naturale secondo la Convenzione di Ramsar.